# Žíhací kelímek

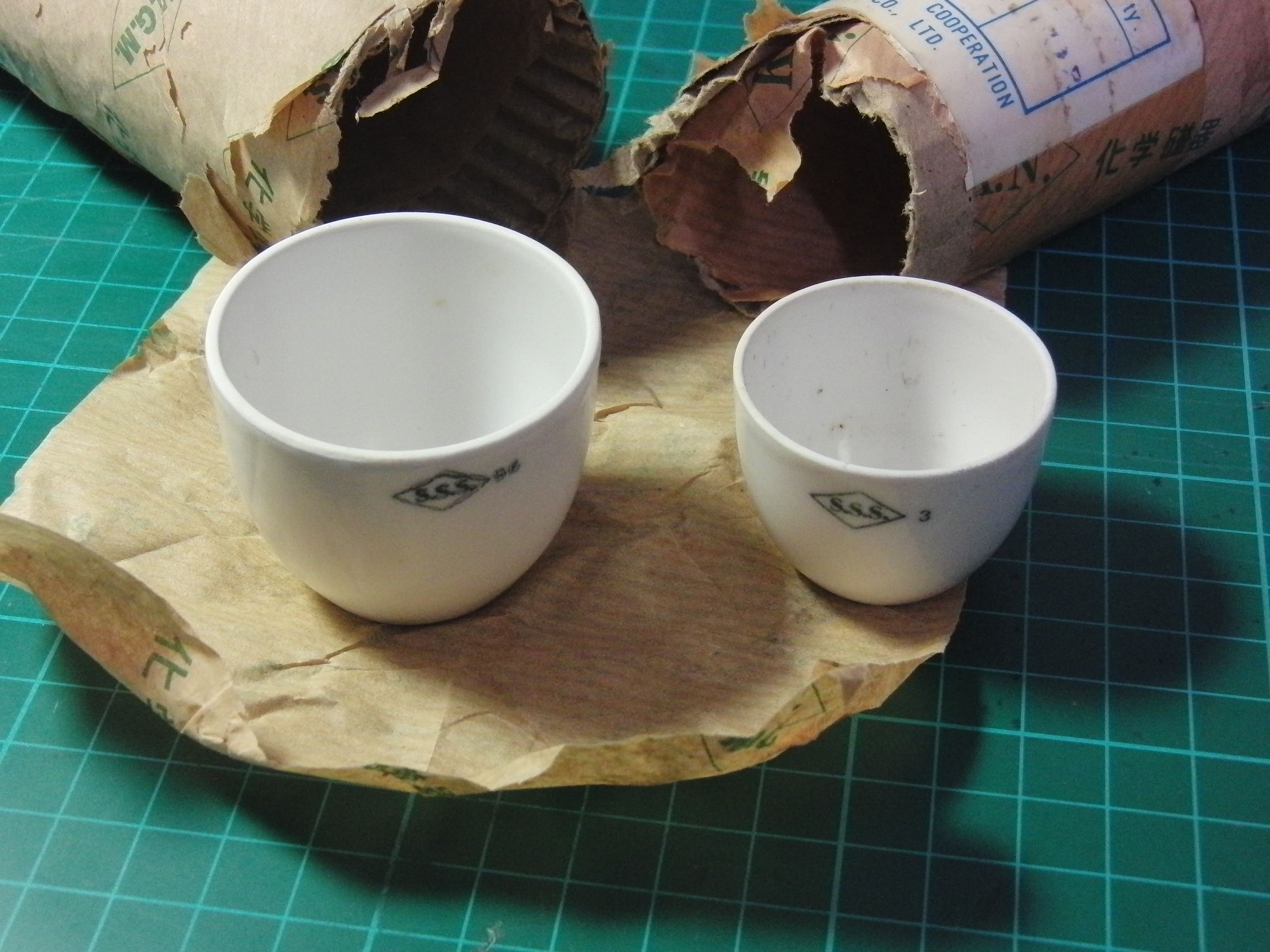
ukázka porcelánových žíhacích kelímků

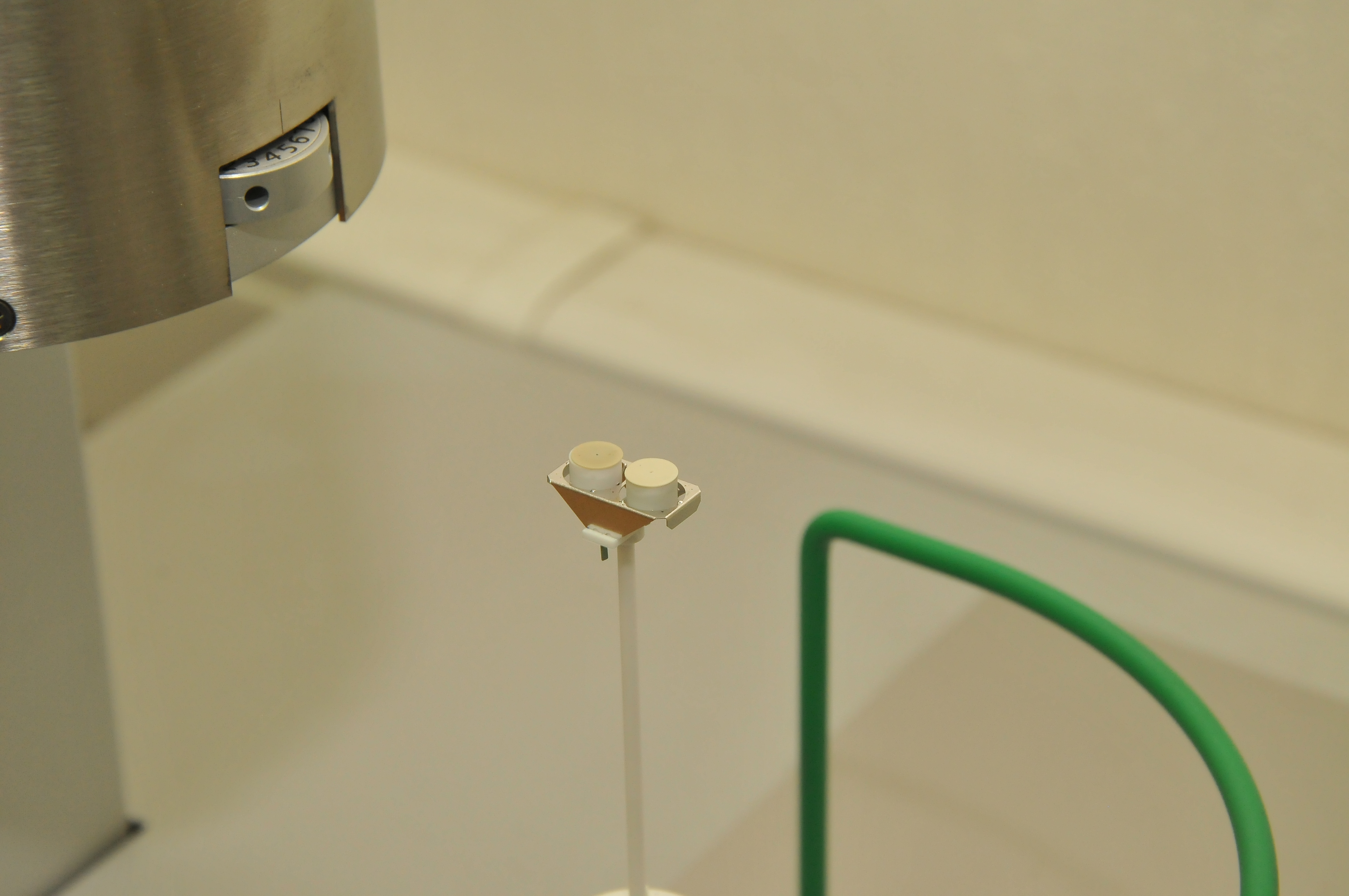
držák vzorků s žíhacími kelímky z korundové keramiky

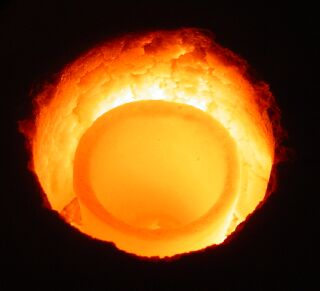
ukázka tavení v žíhacím kelímku

Žíhací kelímek (tyglík) je malá nádobka na vzorky, určená k žíhání chemických látek za velmi vysoké teploty. Proto je nejčastěji vyroben z glazovaného porcelánu, dále z korundové keramiky či kovu (platina, nikl). V analytické chemii (gravimetrie) se obvykle používají porcelánové kelímky o objemu 10-15 cm3.
Víčko, je-li použito, nesmí těsně přiléhat, aby žíháním vyvíjené plyny mohly volně unikat.